# Калмычок
Калмычок — река в России, протекает по Волгоградской и Воронежской областям. Левый приток Хопра.

## География
Река берёт начало западнее города Поворино Воронежской области. Течёт в западном направлении. На участке длиной около 8 км по реке проходит граница Волгоградской и Воронежской областей. Устье реки находится ниже села Октябрьское Поворинского района в 374 км от устья Хопра. Длина реки составляет 25 км, площадь водосборного бассейна — 175 км².

## Данные водного реестра
По данным государственного водного реестра России относится к Донскому бассейновому округу, водохозяйственный участок реки — Хопёр от впадения реки Ворона и до устья, без рек Ворона, Савала и Бузулук, речной подбассейн реки — Хопер. Речной бассейн реки — Дон (российская часть бассейна).
Код объекта в государственном водном реестре — 05010200512107000006967.